# Famille Mzali
Cette page explique l’histoire ou répertorie les différents membres de la famille Mzali.
La famille Mzali (arabe : أهل مزالي) est une famille tunisienne, dont les membres ont servi dans la magistrature, l'armée et l'administration. Elle a joué un rôle dans l'histoire contemporaine de la Tunisie.

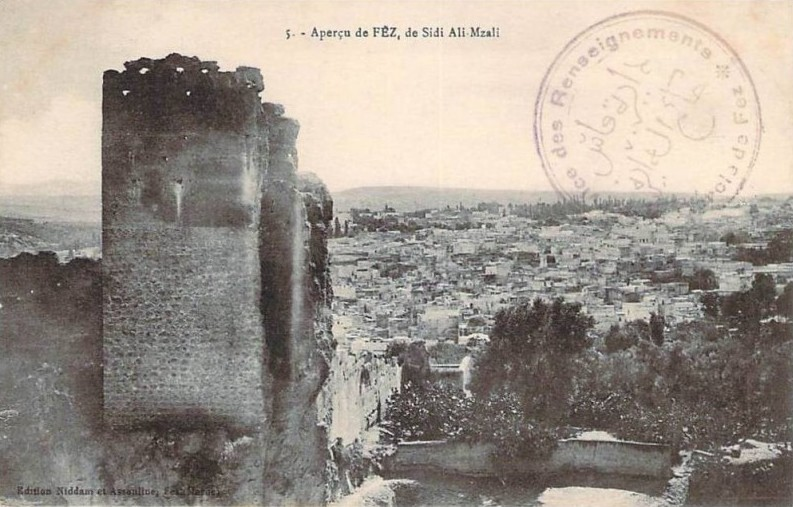
Mausolée de Sidi Ali Mzali à Fès dans le quartier el-Bali.

## Étymologie
D'après Mohamed Salah Mzali, dans son autobiographie Au fil de ma vie, la famille Mzali serait « de race berbère et d'origine marocaine », elle viendrait « de l'Oued Souss, berceau des Aït Mzal ». Leur nom ancien, aït / ⴰⵜ désigne la filiation en amazigh et Mzal / ⵎⵣⴰⵍ désigne le forgeron en chleuh.

## Origines et histoire

### Implantation à Monastir

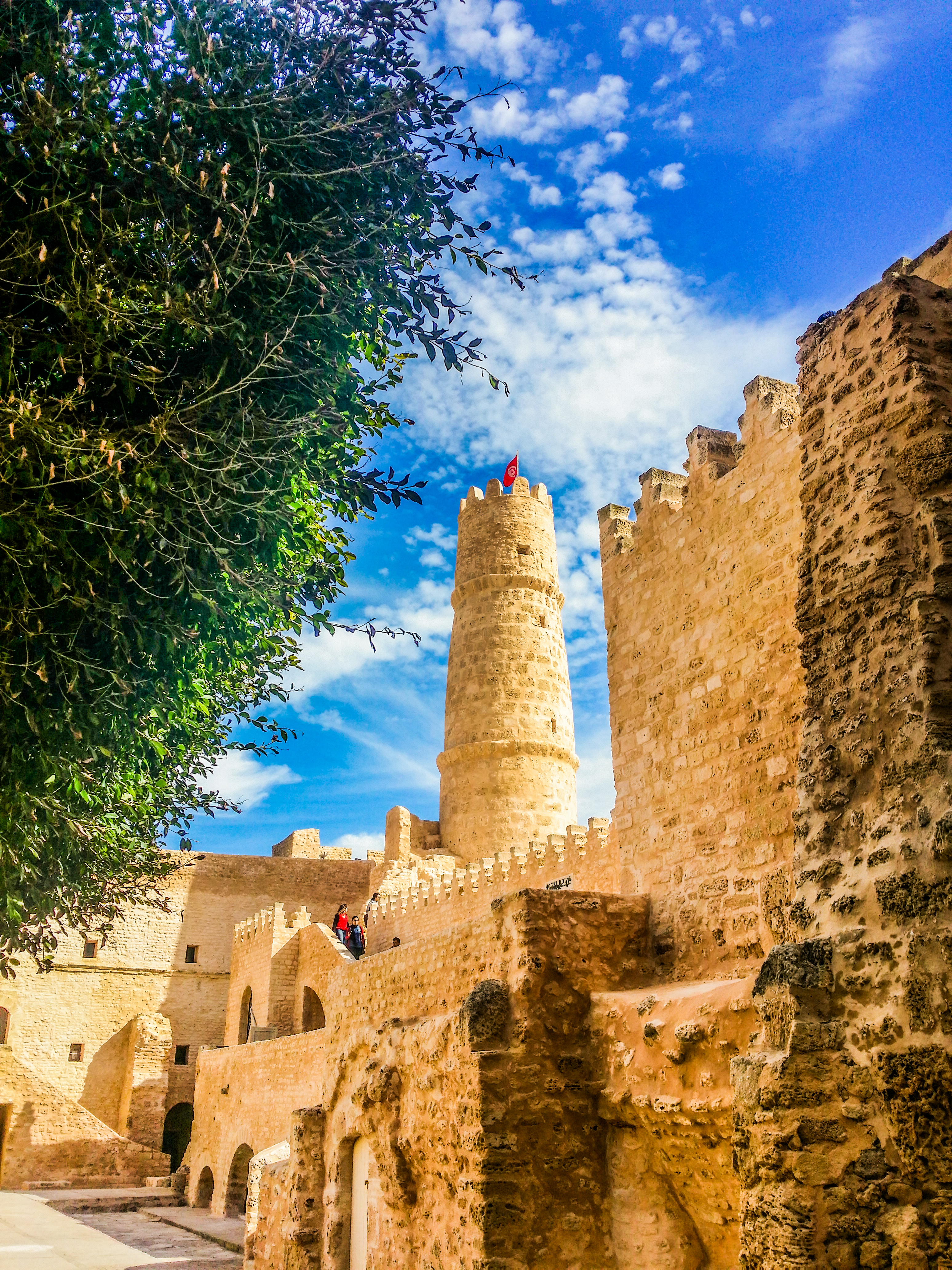
Vue des murs extérieurs et des tours du ribat.

Selon Mohamed Mzali, « J'appartiens à une lignée qui vient d'une tribu Berbère du Souss, dans la région d'Agadir, berceau des Aït Mzal. » « un voyageur originaire des Aït Mzal, donc un Mzali s'arrêta à Monastir au retour du pèlerinage, dans les années 1670 et eut la bonne idée de s'y établir et d'y faire souche. A l'occasion du premier sommet arabe de Fès où j'ai conduit la délégation tunisienne, j'ai tenu à visiter le mausolée de Sidi Ali Mzali, situé sur une colline dominant la porte des remparts attenante à l'université Karawiyine ». Il poursuit ainsi, « [...] j'y ai vu une vingtaine de femmes tenant leurs bébés. L'on m'avait expliqué que le saint homme avait le don de guérir la coqueluche... c'est du moins ce qu'elles croyaient. J'étais accompagné par le ministre des affaires étrangères B.C. Essebsi, par Mézri Chékir ministre de la fonction publique et par d'autres collègues [...] ».

### Déclin et saisi des biens
Mohamed Mzali déclare à ce propos, : « Ma lignée établie depuis trois siècles, à Monastir, devait connaître une sorte de malédiction qui a fait peser sur plusieurs de ses membres, un destin néfaste et immérité. Sous les beys déjà,[...] plusieurs Mzali avaient dû subir les foudres d'un pouvoir autocrate : Mohamed, Talha, Hadj Mohamed, Ajmi, Hadj Hamouda, Amor, Badr, ont vu, tour à tour, leurs biens, pieds d'oliviers, terres agricoles, maisons, dépôts... confisqués et vendus d'autorité à des tiers choisis par le bey et à des prix fixés par lui-même. Salah Mzali a été  persécuté en 1864 par le général Zarrouk qui lui a confisqué 600 oliviers, 9 entrepôts, 5 maisons... sans motif déclaré.
Plus près de nous, Mohamed Salah Mzali, docteur en droit, Premier ministre avant l'indépendance fut condamné, sous les motifs les plus discutables, à dix ans de prison, à l'indignité nationale à vie et à la confiscation de tous ses biens, le 27 février 1959. Malgré la grâce amnistiante dont il a bénéficié quelques mois plus tard, tant les preuves à charge étaient inexistantes, il n'a jamais pu récupérer ses biens ».
Ironie de l'histoire, l'auteur de la citation précédente sera à son tour condamner à l'exil.

## Personnalités
Riches propriétaires terriens, la famille Mzali compte plusieurs personnalités notables.
- Mohamed Mzali (?-1818), professeur, mufti et imam à Monastir[4]
- Salah Mzali (?-1884), caïd-gouverneur
- Mohamed Salah Mzali (1896-1984), enseignant, historien et homme politique tunisien
- Abdelaziz El Aroui (1898-1971), dramaturge, chroniqueur et journaliste tunisien
- Mohamed Mzali (1925-2010), homme politique tunisien
- Fethia Mzali (1925-2010), femme politique tunisienne, première femme à occuper la fonction de ministre en Tunisie, femme du précédent
- Faiza Mzali (1928-2020) militante féministe tunisienne, rattachée Secrétariat d’État à la Santé Publique et aux Affaires sociales. Membre de l'Union nationale de la femme tunisienne puis au Centre du Planning familial.
- Salah Mzali (1983-), footballeur tunisien
- Habib Bourguiba (1903-2000), homme d'État et premier président de la Tunisie, est le petit-fils d'une Mzali
- Elyès Jouini (1965-), universitaire et homme politique, fils de Chafia Mzali et le petit-neveu de Mohamed Salah Mzali